# Еліф Батуман
Еліф Батуман (англ. Elif Batuman, нар. 7 червня 1977, Нью-Йорк, США) — американська письменниця, журналістка, академік. Є авторкою мемуару «Одержимі: Пригоди з російською книжкою та людьми, які їх читають» та роману «Ідіот», який став фіналістом Пулітцерівської премії за художню літературу 2018 року. Вона написала багато нарисів та статей.

## Біографія
Еліф Батуман народилась 7 червня 1977 р. в Нью-Йорку в родині турецьких емігрантів. Виросла у Нью-Джерсі. Закінчила Гарвардський коледж і отримала ступінь доктора порівняльної літератури в Стенфордському університеті. В аспірантурі Батуман вивчала узбецьку мову в Самарканді (Узбекистан). Її дисертація «Вітряк і гігант: бухгалтерія з подвійним записом у романі» — про процес соціальних досліджень та одиночне будівництво, здійснене романістами.
У лютому 2010 року Батуман опублікувала свою першу книгу «Одержимі: Пригоди з російською книжкою та людьми, які їх читають», базуючись на матеріалах, які вона раніше публікувала в The New Yorker, журнал Harper's, та n + 1, в якій детально описується її досвід аспіранта. Її написання було описано як «майже безпомічно епіграматичне».
«Ідіот» частково базується на власному досвіді Батуман, яка відвідувала Гарвард у середині 1990-х та викладала англійську мову в Угорщині влітку 1996 року.
Батуман жила у Стамбулі (Туреччина) та працювала в місцевому університеті Коч з 2010 р. до 2013 р. Зараз письменниця живе та працює в Нью-Йорку.

## Вплив
Російська література сильно фігурує у творчості Еліф Батуман. Письменниця каже, що її одержимість російською літературою почалася, коли вона читала «Архіпелаг ГУЛАГ» Олександра Солженіцина. Федір Достоєвський — улюблений письменник Еліф Батуман.

## Творчість

### Книги
- 2010: «Одержимі: Пригоди з російською книжкою та людьми, які їх читають»
- 2017: «Ідіот»

### Есе та доповіді
- Batuman, Elif (February 2009). The murder of Leo Tolstoy. Harper's. 318 (1905): 45—53. Архів оригіналу за 30 січня 2015. Процитовано 13 вересня 2019.
- Elif Batuman (23 вересня 2010). Get a Real Degree. London Review of Books. Архів оригіналу за 8 липня 2011. Процитовано 13 вересня 2019.
- Elif Batuman (31 грудня 2010). From the Critical Impulse, the Growth of Literature. The New York Times. Архів оригіналу за 7 травня 2018. Процитовано 13 вересня 2019.
- Elif Batuman (21 квітня 2011). Elif Batuman: Life after a bestseller. The Guardian. Архів оригіналу за 21 квітня 2011. Процитовано 13 вересня 2019.
- Batuman, Elif (December 19–26, 2011). Dept. of Archaeology: The Sanctuary. The New Yorker. 87 (41): 72—83. Архів оригіналу за 15 листопада 2013. Процитовано 13 вересня 2019. Göbekli Tepe
- Two Rivers. Carolyn Drake, self-published, 2013. ISBN 978-0-615-78764-0. Edition of 700 copies. By Carolyn Drake. Accompanied by a separate book with a short essay by Batuman and notes by Drake.
- The Big Dig. The New Yorker. 31 серпня 2015. Архів оригіналу за 14 вересня 2015. Процитовано 13 вересня 2019.
- The head scarf, modern Turkey, and me. The New Yorker. February 8–15, 2016. Архів оригіналу за 24 листопада 2016. Процитовано 13 вересня 2019.
- — (December 19–26, 2016). Epictetus. Visionaries. The New Yorker. 92 (42): 84. Архів оригіналу за 10 квітня 2017. Процитовано 13 вересня 2019.[13]
- Japan’s Rent-a-Family Industry. The New Yorker. 30 квітня 2018. Архів оригіналу за 9 вересня 2019. Процитовано 13 вересня 2019.

### Інтерв'ю
- Elif Batuman in conversation [Архівовано 27 лютого 2020 у Wayback Machine.] з Full Stop (December 14, 2011).
- «The books that made me» «My stress read? Epictetus during a dental procedure» [Архівовано 27 лютого 2020 у Wayback Machine.], The Guardian (April 28, 2018).
- Elif Batuman [Архівовано 27 лютого 2020 у Wayback Machine.] на the Longform Podcast (June 6, 2018).
- Elif Batuman, interviewed [Архівовано 25 вересня 2019 у Wayback Machine.] для Yen Pham for White Review (June, 2017)
- Elif Batuman, in conversation [Архівовано 27 листопада 2020 у Wayback Machine.] для LitHub (March 21, 2017)
- Elif Batuman, interviewed [Архівовано 13 травня 2019 у Wayback Machine.] для The Daily Stoic

## Нагороди
- 2007 — нагорода Rona Jaffe Foundation Writers' Award[14]
- 2010 — премія Whiting Award[15]
- 2018 — фіналістка Пулітцерівської премії за художню книгу